# Johann Gänsbacher
Johann Baptist Gänsbacher (* 8 mai 1778 à Sterzing (Vipiteno) ; † 13 juillet 1844 à Vienne) est un compositeur autrichien, chef d'orchestre et maître de chapelle.

## Biographie
Vers 1795, il commence des études de philosophie et de droit à Innsbruck, puis, à partir de 1801 des études de composition à Vienne et Darmstadt. Il a comme professeurs Georg Joseph Vogler, Johann Georg Albrechtsberger et Antonio Salieri.
Dans les années 1806 à 1810, il voyage beaucoup : Prague, Dresde, Mannheim et Heidelberg. Il y rencontre les compositeurs Carl Maria von Weber et Giacomo Meyerbeer, alors au sommet de leur popularité. En 1823, il devient maître de chapelle à la cathédrale Saint-Étienne de Vienne. Il occupera ce poste jusqu'à sa mort.
Il est inhumé au cimetière Sankt Marx. Ses restes sont transférés au début des années 1900 dans une tombe d'honneur au cimetière central de Vienne (groupe 0, rangée 1, numéro 61), à côté de son fils Josef Gänsbacher (de).

## Œuvre
Son catalogue comprend des compositions religieuses (messes, vêpres, litanies, requiem...), de la musique de chambre, des Lieder et de nombreuses œuvres instrumentales. Plusieurs de ses œuvres, composées pendant son service, sont inspirées de la musique militaire, notamment son quintette de cuivres.

## Œuvres

### Musique sacrée
- Messes :
  - Messe no 2 en do majeur
  - Messe no 5 en do majeur "Pro Kaltern"
  - Messe en mi bémol majeur “Pro Bozen”
  - Festmesse en ré majeur
  - Messe en si bémol majeur op. 32
  - Großes Requiem en mi bémol majeur op. 157
- Vêpres en ré majeur

### Musique profane
- Trio in F-Dur für Klavier, Violine und Violoncello op. 16
- Concerto in Es-Dur für Klarinette und Orchester op. 24
- Symphonie in D-Dur
- Märsche
  - ”Alexandermarsch”
  - ”Jubelmarsch”
- Variation 10 du Vaterländischer Künstlerverein sur un thème d'Anton Diabelli.

## Littérature
- August Schmidt: Denksteine. Biographien, Vienne 1848, S. 111-161.
- Conrad Tischnaler: Johann Gänsbacher. Sein Leben und Wirken, Innsbruck 1878.
- Johann Georg Ritter von Woerz: Johann Gänsbacher, Innsbruck 1893.
- Johann Gänsbacher: Denkwürdigkeiten aus meinem Leben, hg. u. komm. v. Walter Senn, Thaur (Tirol) 1986.